# Эршег
Э́ршег (венг.  Őrségi Nemzeti Park) — национальный парк в западной части Венгрии, в Западно-Задунайском крае на территории медье Ваш. Парк располагается в самом западном районе Венгрии. Территория парка простирается к югу от Рабы, непосредственно примыкает к границам Австрии и Словении. Крупнейшие города рядом с парком — Кёрменд и Сентготтхард.
Площадь парка — 44 000 гектаров. Парк Эршег — самый молодой из национальных парков Венгрии, он основан в 2002 году.
Название парк получил по имени исторической области Эршег, на территории которой он расположен. В Эршеге, приграничном венгерским районе, исторически проживали охранники пограничных переходов (венг. Őrség — гвардия, стража), сформировавшие самобытную крестьянскую культуру.

## Описание
Более 60 % территории парка занимают девственные леса, главным образом, хвойные. В лесах Эршега сохранились значительные популяции диких зверей. Озёра парка известны своей кристально-чистой водой. В Эршеге берут начало реки Зала и Керка, а также множество небольших притоков Рабы.
Охране экологии нетронутой природы парка уделяется большое внимание.
В 18 деревнях, расположенных на территории парка, сохраняются и воссоздаются традиции, характерные для стражей-поселенцев Эршега. Поскольку местные жители могли рассчитывать только на себя и обеспечивали себя сами, здесь были развиты самые разнообразные ремёсла — изготовление деревянной посуды, инструментов, мебели, плетение корзин, а также пчеловодство, сбор и сушка грибов, приготовление палинки. Наиболее развито было гончарное дело, традиции которого сохранились до наших дней.
В небольших поселениях Эрисентпетер и Велемер сохранились старинные готические церкви. Церковь в Велемере украшена стенными росписями 1378 года.
C 13 по 16 мая в Эршеге проходит фольклорный праздник «Дни Цветения», в ходе которого дают представления фольклорные коллективы и устраиваются большие цветочные базары.
В 2007 году на ежегодном Европейском туристическом форуме Эршег стал одним из победителей конкурса: «Лучшие места путешествий».
Банк Венгрии 22 апреля 2010 года выпустил в обращение памятную монету «Эршег».